# Рощин, Лев Михайлович
Лев Михайлович Рощин (30 сентября 1922 года — 20 февраля 1958) — лётчик, участник Великой Отечественной войны, командир эскадрильи 190-го штурмового авиационного полка, Герой Советского Союза.

## Ранние годы
Лев Рощин родился 30 сентября 1922 года в городе Усть-Каменогорск в семье служащего. В раннем возрасте вместе с семьёй переехал в город Риддер.
Окончил восемь классов средней школы № 11, школу фабрично-заводского ученичества по специальности радиомеханика и аэроклуб. В 1940 году был призван в ряды Красной Армии. В 1941 году окончил Томскую военно-авиационную школу пилотов. После этого Льва Рощина направляют инструктором в Невинномысскую военную школу пилотов. Там он и служил, когда началась война.

## Великая Отечественная война
На фронт Лев Рощин был направлен в декабре 1941 года. Воевал в составе 190-го штурмового авиационного полка на Северо-Кавказском, 4-м Украинском, Ленинградском и 2-м Прибалтийском фронтах. Был назначен командиром эскадрильи.
Участвовал в боях за Кавказ, Крым, Прибалтику. Только в августе 1944 года он уничтожил и повредил 31 вражеский танк и 137 автомашин, 59 полевых арторудий, подавил огонь 43 зенитных точек, разрушил 29 дзотов, сжёг 3 паровоза и 37 железнодорожных вагонов, уничтожил на земле более тысячи солдат и офицеров противника, 13 самолётов, сбил в воздушных боях один самолёт противника. 
Указом Президиума Верховного Совета СССР от 26 октября 1944 года за мужество, отвагу и героизм, проявленные в борьбе с немецко-фашистскими захватчиками, старшему лейтенанту Рощину Льву Михайловичу присвоено звание Героя Советского Союза с вручением ордена Ленина и медали «Золотая Звезда» (№ 5273).
Всего же за время Великой Отечественной войны лейтенант Рощин совершил 565 боевых вылетов.

## Жизнь после войны
Вскоре после Победы женился на Софье Бурзаевой, которая во время войны была первым штурманом 46-го гвардейского женского легкобомбардировочного авиаполка. Воспитывал сыновей.
Службу в военно-воздушных силах продолжил. В 1951 году окончил Высшие лётно-тактические Курсы усовершенствования командного состава. Получил звание полковника. Был назначен командиром авиаполка.
20 февраля 1958 года Лев Михайлович Рощин погиб в Брестской области при катастрофе бомбардировщика Ил-28. При полете на малой высоте выключились двигатели (возможно, из-за попадания птиц). Самолет упал в Пинские болота.
Похоронили Героя на Краснослободском кладбище в городе Пятигорске.

## Память
- Именем Рощина Льва Михайловича носит улица в его родном городе Усть-Каменогорск.
- Школе № 11 города Риддер, где учился Лев Михайлович, было присвоено его имя.

## Награды
- Герой Советского Союза;
- орден Ленина;
- четыре ордена Красного Знамени;
- два ордена Александра Невского;
- орден Отечественной войны 2 степени;
- три ордена Красной Звезды;
- медали.